# Паркер (Флорида)
Паркер (англ. Parker) — місто (англ. city) в США, в окрузі Бей штату Флорида. Населення — 4010 осіб (2020).

## Географія
Паркер розташований за координатами 30°7′46″ пн. ш. 85°36′3″ зх. д. / 30.12944° пн. ш. 85.60083° зх. д. (30.129461, -85.600887).  За даними Бюро перепису населення США в 2010 році місто мало площу 6,30 км², з яких 4,95 км² — суходіл та 1,35 км² — водойми.

## Демографія
Згідно з переписом 2010 року, у місті мешкало 4317 осіб у 1861 домогосподарстві у складі 1179 родин. Густота населення становила 685 осіб/км².  Було 2310 помешкань (367/км²).
Расовий склад населення:
| - 78,5 % — білих - 12,5 % — чорних або афроамериканців - 2,5 % — азіатів - 0,9 % — корінних американців - 1,2 % — осіб інших рас |

До двох чи більше рас належало 4,3 %. Частка іспаномовних становила 5,6 % від усіх жителів.
За віковим діапазоном населення розподілялося таким чином: 21,2 % — особи молодші 18 років, 61,4 % — особи у віці 18—64 років, 17,4 % — особи у віці 65 років та старші. Медіана віку мешканця становила 40,9 року. На 100 осіб жіночої статі у місті припадало 94,8 чоловіків;  на 100 жінок у віці від 18 років та старших — 91,6 чоловіків також старших 18 років.
Середній дохід на одне домашнє господарство  становив 50 498 доларів США (медіана — 43 731), а середній дохід на одну сім'ю — 57 459 доларів (медіана — 45 167). Медіана доходів становила 40 597 доларів для чоловіків та 34 234 долари для жінок. За межею бідності перебувало 17,6 % осіб, у тому числі 37,3 % дітей у віці до 18 років та 10,6 % осіб у віці 65 років та старших.
Цивільне працевлаштоване населення становило 1963 особи. Основні галузі зайнятості: освіта, охорона здоров'я та соціальна допомога — 16,0 %, виробництво — 11,4 %, фінанси, страхування та нерухомість — 11,4 %.